# ژرار بوشر
ژرارد بوشر (انگلیسی: Gérard Buscher؛ زادهٔ ۵ نوامبر ۱۹۶۰) یک بازیکن فوتبال اهل فرانسه است.
وی همچنین در تیم ملی فوتبال فرانسه بازی کرده است.